# Loch Laidon
Loch Laidon ist ein Süßwassersee in den schottischen Highlands. Er liegt im Rannoch Moor an der Grenze der Council Areas Highland und Perth and Kinross. Loch Laidon hat die typisch langgezogene Form eines in der Eiszeit durch Gletscher entstandenen Sees. Er ist circa acht Kilometer lang, aber im Mittel nur etwa 800 m breit.
Loch Laidon wird an seinem südwestlichen Ende von den Flüssen Abhain Bà (vom Loch Bà) und Allt Lochain Ghaineamhaich mit Wasser gespeist. Er entwässert an seinem östlichen Ende in der Nähe von Rannoch Station in den River Gaur, dessen Quelle er ist.
Die Ufer des Loch Laidon sind gänzlich unbewohnt. Auch im näheren Umkreis finden sich außer dem Bahnhof Rannoch Station keine weiteren Ansiedlungen. Von Rannoch Station aus ist das nordwestliche Ufer von Loch Laidon über einen unbefestigten Weg erreichbar. Alle anderen Uferabschnitte werden weder von Straßen, noch von befahrbaren Wegen erschlossen. Loch Laidon ist ein Angelgebiet, in dem vor allem Forellen gefangen werden.

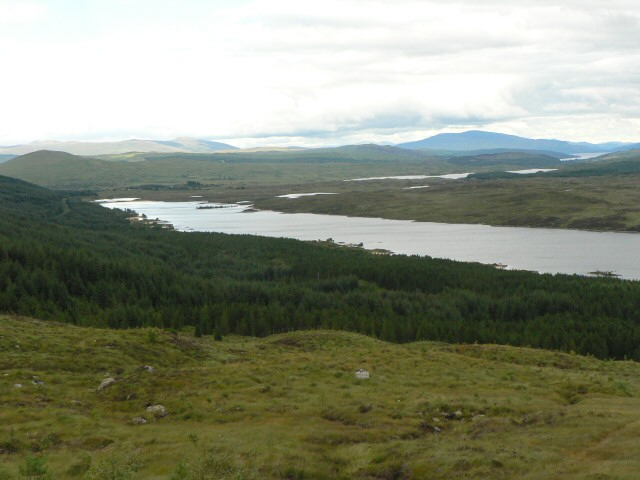
Loch Laidon nach Nordosten gesehen. Im Hintergrund sind Loch Eigheach und Loch Rannoch sichtbar.